# غوردون بايناي
غوردون بايناي (بالمجرية: Gordon Bajnai، وتُلفظ: [ˈɡordon ˈbɒjnɒi]، مواليد 5 مارس 1968) هو مقاول واقتصادي مجري شغِلَ منصب رئيس وزراء المجر خلال الفترة من عام 2009 حتى عام 2010. وتولى قبل ذلك منصب وزير الحكومة المحلية والتنمية الإقليمية من عام 2007 حتى عام 2008، ومن ثم شغِلَ منصب وزير التنمية الوطنية والاقتصاد من عام 2008 حتى عام 2009. رشَّح الحزب الاشتراكي المجري الحاكم بايناي ليصبح رئيساً جديداً للحكومة بعد إعلان رئيس الوزراء المجري حينها فيرينتس دورتشان عن استقالته في شهر مارس عام 2009. أصبح بايناي رئيساً للوزراء حين صوَّت البرلمان على اقتراح بنّاء بسحب الثقة من فيرينتس دورتشان بتاريخ 14 أبريل عام 2009. وشغل غوردون بايناي رئاسة الوزراء حتى تشكيل حكومة فيكتور أوربان الثانية عقب الانتخابات البرلمانية المجرية التي أُجريت عام 2010.
عاد بايناي إلى الساحة السياسية مجدداً وأسس ائتلاف معاً في شهر أكتوبر من عام 2012 وهو عبارة عن ائتلاف يجمع في صفوفه مجموعة من الحركات اليسارية والليبرالية ومنظمات مجتمع مدني عدة. وكان الهدف من تشكيل هذا الائتلاف في أن يكون بمثابة منظمة جامعة لأحزاب وسط اليسار لتنافس حزب فيدس – الاتحاد المدني المجري بزعامة فيكتور أوربان في الانتخابات البرلمانية عام 2014، واختار ائتلاف معاً بايناي كمرشحها لمنصب رئيس الوزراء، بيد أن المفاوضات مع أحزاب المعارضة الأخرى انتهت بالفشل. ومن ثم أعلن ائتلاف معاً عن تحويل نفسه إلى حزب سياسي بتاريخ 8 مارس عام 2013، وانسحب بايناي تدريجياً عن الأضواء في غضون ذلك خلال الأشهر العدة التالية. وتقاعد عن السياسة بعد الانتخابات الوطنية وانتخابات البرلمان الأوروبي عام 2014.

## الحياة الشخصية
تزوج بايناي مرتين اثنين، فكان زواجه الأول من أندريا إيجاك والثاني من مونيكا هايدو. ولديه من هذين الزواجين أربعة أطفال وهم جوفيا (مواليد 1995)، وأندراش (مواليد 1998)، وآغنش كاتالين (مواليد 2008)، وميكلوش (مواليد 2012).
كان بايناي يلعب كرة القدم منذ طفولته وهو أحد لاعبي نادي «إيبيتوك إش كا» (Építők SK) المجري لكرة القدم حيث يلعب كحارس مرمى. ووفقاً لموقع النادي فقد كان رئيس الوزراء «لاعب العام» في النادي لسنة 2001. وقد أصيب بايناي إصابة حرجة أثناء مباراة تحضيرية ضد نادي «Grund FC» في أغسطس 2011.

## وصلات خارجية
- غوردون بايناي على موقع مونزينجر (الألمانية)

- الموقع الرسمي